# Kalmar och kalmarbor under 1600-talet
Kalmar och kalmarbor under 1600-talet av Gunnar Håkansson utgavs 1944 av förlaget Kalmar läns fornminnesförening i Kalmar. Boken behandlar Kalmar stads och dess invånares öden under 1600-talet. Innehållet är främst baserat på rådsturättens i Kalmar protokoll, vilket motsvarar tiden från och med 1622 fram till århundradets slut med undantag för åren 1636, 1637, 1691, 1692 och 1694. Personuppgifterna har kompletterats med genealogiska data från landssekreteraren Adolf Westrins handskrivna samlingar i Kalmar läns museum, de så kallade Westrinska samlingarna.
Bokens innehållsförteckning:
- Några data ur stadens historia under 1600-talet
- Stadens bebyggelse under 1600-talet
- Några stadens tjänstemän under 1600-talet
- Stadens handel och sjöfart under 1600-talet
- Stadens handelsflotta och dess redare under 1600-talet
- Burskapslängd över kalmarborgare under 1600-talet
- Personuppgifter
- Kalmarbor, nämnda i detta arbete och som ej återfinnas i burskapslängden eller under avdelningen personuppgifter
- Förteckning å ingifta, ej adliga kvinnliga personer
- Källor
- Tillägg